# Isaac Comnène (frère d'Alexis Ier)
Isaac Comnène (en grec : Ἰσαάκιος Κομνηνός, vers 1050-1102/1104), membre de la  haute aristocratie byzantine, fut un général byzantin qui joua dans les années 1070 un rôle primordial dans l’accession au trône de son frère cadet, Alexis Ier Comnène (r. 1081 – 1118) et demeura l’un des principaux personnages de l’administration impériale durant le règne de ce dernier avec le titre de sebastokrator.
Né dans une famille de la haute aristocratie militaire d’Asie mineure, neveu de l’empereur Isaac Ier (r. 1057-1059), il allia sa famille à celle des Doukas en épousant une cousine de l’impératrice Marie d’Alanie, épouse de l’empereur Michel VII Doukas. Instruit et compétent, il occupa de 1073 à 1078 deux des plus importants postes militaires de l’empire soit ceux de domestique des Scholes et de doux (gouverneur militaire) d’Antioche. Bien qu’il ne se soit guère distingué contre les Turcs seldjoukides, il réussit après son retour à Constantinople en 1078 à gagner la faveur du nouvel empereur Nicéphore III Botaniatès qui avait épousé Marie d’Alanie après le renversement de Michel VII et fut élevé au rang de sébaste. En février 1081, une révolte des généraux contre Nicéphore III proclama Alexis Comnène  empereur après qu’Isaac, préféré par ceux-ci au départ comme chef de la révolte, ne s’efface devant son frère cadet. Alexis, ayant reçu l’appui financier du chef de la famille Doukas, le césar Jean, marcha alors sur Constantinople, s’empara du trône et nomma son frère sebastokrator, ce qui faisait de celui-ci pratiquement son égal. Durant le règne d’Alexis et jusqu’à sa mort, Isaac joua un rôle important dans la politique intérieure de l’empire, s’occupant d’affaires touchant la sécurité intérieure et la justice. À ce titre il fut amené à être juge dans plusieurs causes de complots ou d’hérésie. 

## Début de sa carrière
Isaac était le deuxième fils et le troisième enfant du domestique des Scholes Jean Comnène et de son épouse, Anne Dalassène,. On ignore la date exacte de sa naissance, mais elle se situait vers 1050. Anne Comnène vantera le caractère de son oncle « qui était distingué dans son langage et ses manières et ressemblait au plus haut point à son père », tout en reconnaissant « qu’il ne savait pas dominer sa colère et parfois, pour un simple mot, cédait à l’emportement ». Physiquement,  il ressemblait beaucoup à son frère cadet, le futur empereur Alexis, quoique de teint plus pale et de barbe moins fournie. Selon elle, il aimait la chasse et la guerre, n’hésitant jamais à être au premier rang durant les batailles. Comme d’autres contemporains, tel Théophylacte d’Ohrid, elle souligne ses qualités et sa capacité de s’attirer la sympathie, quoiqu’elle mentionne aussi qu’il était de tempérament changeant, s’emportant souvent violemment pour un rien. Les sources s’accordent sur le fait qu’il avait reçu une excellente éducation : Jean l’Oxite, patriarche d’Antioche, souligne sa compétence dans l’interprétation des Écritures, alors que Basile d’Euchaita met de l’avant ses connaissances philosophiques. Il écrivit quelques ouvrages;  seuls  trois traités de philosophie dirigés contre le philosophe néo-platonicien Proclus et un traité théologique contre Léon de Chalcédoine sont parvenus jusqu’à nous,.
Neveu de l’empereur Isaac Ier Comnène (r. 1057 – 1059),  il appartenait à la haute aristocratie byzantine du XIe siècle. Après le procès et l’exil de sa mère à la fin de 1071 ou au début de 1072, il fut lui-même exilé à l’ile de Prinkipo (aujourd’hui Büyükada  la plus grande des neuf îles des Princes dans la mer de Marmara, à proximité d'Istanbul). Mais, désireux de se réconcilier avec le clan des Comnène, Michel VII Doukas ne tarda pas à le rappeler et à lui faire épouser peu après le 4 aout 1072 une princesse géorgienne du nom d’Irène, fille du prince d’Alanie et cousine de sa propre épouse, Marie d’Alanie,.
Peu après son mariage, probablement en 1073, il fut nommé domestique des Scholes d’Orient (Anne Comnène écrit qu’il était également responsable des troupes d’Occident.) et envoyé en tant que général en chef (strategos autokrator) mener campagne en Anatolie contre les Turcs seldjoukides qui avaient envahi la région après la bataille de Manzikert en 1071. Mais dès la première bataille, près de Césarée, il fut capturé par les Turcs et ne fut relâché qu’après paiement d’une rançon. Il retourna alors à Constantinople, par Ancyre (aujourd’hui Ankara), avec son frère cadet, Alexis, lequel avait dû battre en retraite devant les forces de Roussel de Bailleul et regagner Constantinople à l'automne 1073,,. L’année suivante, il fut envoyé à nouveau en Asie mineure, cette fois comme doux (gouverneur militaire) d’Antioche, considérée comme une position-clé dans la reconquête de l’Asie mineure. Il succédait dans des circonstances difficiles à Joseph Tarchaneiotes qui était décédé et dont le fils, Katakalon, s’avérait incapable de contrôler la rébellion qui agitait la cité, conduite par le patriarche d’Antioche, Aemilian, que l’on soupçonnait d’être de maille avec le seigneur de guerre arménien Philateros Brachamios, lequel après Manzikert s’était taillé une principauté autonome dans les montagnes du Taurus, au nord d’Antioche,. Isaac réussit à éloigner par ruse le patriarche de la ville, mais les partisans de celui-ci se révoltèrent et il dut utiliser la force pour y mettre fin,,. Il fut à nouveau capturé par les Turcs lors d’un raid qu’ils menèrent au printemps 1075 et dut faire payer sa rançon (20 000 pièces d’or) par les citoyens de la ville. Au cours de cette même confrontation, son beau-frère, Constantin Diogène, fils de Romain IV Diogène (r. 1068 – 1071) fut tué,. Par la suite Isaac devait rester à Antioche jusque dans la première moitié de 1078 alors qu’il retourna à Constantinople,.
De retour dans la capitale, Isaac entra rapidement dans les bonnes grâces du nouvel empereur, Nicéphore III (r. 1078 – 1081) déjà âgé, lequel adorait les textiles venant de Syrie que lui offrait régulièrement Isaac. En retour, Botaniates l’invitait fréquemment à sa table et lui donna la permission de résider au palais impérial,,.
L’arrivée au pouvoir de Nicéphore III Boaniates confirmait le maintien au pouvoir de la famille Doukas, l’empereur épousant en troisièmes noces Marie d’Alanie, épouse de Michel VII encore vivant.  Il en résulta un scandale considérable qui s’amplifia lorsque l’on apprit que l’empereur voulait désigner comme successeur l’un de ses cousins, du nom de Nicéphore Syandenos , au mépris des droits de Constantin, l’enfant que Marie avait eu de Michel VII et qui était alors âgé de quatre ans. Les deux frères Isaac et Alexis Comnène se rapprochèrent alors de l’impératrice. Alexis, qui avait épousé Irène Doukas, une petite-fille du césar Jean Doukas devint le fils adoptif de l’impératrice, laquelle voyait dans ce général énergique le gardien de son fils, promis à la fille de Robert Guiscard, Hélène,. Ceci mettait Alexis dans une position embarrassante puisqu’il s’était justement vu donner la mission de combattre l’invasion normande. 
Avertis des mauvais desseins que les ministres de Botaniates méditaient contre eux, les deux frères allèrent, selon Anne Comnène, se confier à l’impératrice, lui jurant de maintenir les droits de Constantin à la succession, avant de quitter Constantinople dans la nuit du 14 février 1081, pour se rendre en Thrace où le sac de Cyzique par les Turcs seldjoukides avait conduit à une concentration des troupes byzantines.  Ils gagnèrent alors Andrinople et, de là, Tzouroulon où se trouvaient les troupes d’Alexis. À Schiza, la révolte éclata. Si les troupes penchaient initialement en faveur d’Isaac, l’aîné des deux frères, le césar Jean Doukas réussit à faire pencher la balance en faveur d’Alexis en qui il avait décidé, comme l’impératrice, de faire le défenseur des intérêts de la famille Doukas. Après avoir feint de vouloir s’effacer devant Isaac, Alexis se laissa convaincre de prendre la tête du complot et, pour bien montrer son ralliement à son frère, Isaac chaussa celui-ci des bottines de pourpre, symbole de l’autorité impériale. Les Comnène entrèrent à Constantinople le 1er avril et Isaac s’établit avec son frère et le reste de la famille dans le palais impérial.

## Durant le règne de son frère
Après la prise du pouvoir par Alexis Ier son frère demeurera un de ses collaborateurs les plus fidèles  et les plus fiables.  De son côté l’empereur, lors de la refonte des titres et fonctions de l’administration impériale, créa pour son frère le titre de sebastokrator qui faisait de celui-ci le deuxième personnage de l’empire, l’élevant au-dessus du titre de césar, véritable « empereur sans la pourpre » aux dires d’Anne Comnène qui se réfère aux deux frères comme « les basileis »,.  Isaac portait déjà ce titre lorsqu’il dut en mai ou juin conduire l’impératrice Marie d’Alanie au couvent des Mangane où elle fut dorénavant confinée à l’insistance du clan des Doukas,.
Pendant les premières années de son règne, Alexis dut fréquemment être absent de Constantinople, l’empire étant assiégé de tous côtés par les Normands, les Petchenègues et les Turcs seldjoukides. Lors de ses absences, ce sont sa mère, Anne Dalassène et son frère Isaac qui gouverneront l’empire en son nom,.
Ainsi, dès l’automne 1081, face au désarroi dans lequel se trouvent les finances publiques, Isaac devra, à la demande de son frère parti en campagne contre les Normands à Dyrrachium, trouver les moyens financiers pour soutenir l’effort militaire contre les Normands de Robert Guiscard. Isaac et les membres de la famille Comnène répondirent à une première demande d’aide pour payer les troupes; mais lorsqu’un deuxième appel arriva peu après, Isaac et sa mère décidèrent de recourir à un précédent utilisé par d’autres empereurs et remontant à Héraclius (r. 610 – 641); il convoqua pendant l’hiver 1018/1082 un synode dans la cathédrale de Hagia Sophia au cours duquel il demanda au clergé la permission de saisir les biens ecclésiastiques d’or et d’argent pouvant être transformés en monnaie pour payer les troupes. Un seul membre du synode, Jean Metaxas, s’opposa à cette mesure, allant même jusqu’à ridiculiser Isaac; une fois la confiscation entreprise, le métropolite de Chalcédoine, Léon, qui n’était pas présent lors du synode, se joignit à lui. Il devait en résulter un procès devant une cour composée de sénateurs et de membres du haut-clergé  qui conduisit à la condamnation de Léon et à son renvoi en janvier 1086. 
Pendant tout le règne de son frère, Isaac sera chargé du maintien de l’ordre public, aussi bien civil que religieux. Il jouera un rôle important dans la lutte contre les différentes hérésies de l’époque, notamment le bogomilisme. Particulièrement versé en théologie, il présidera le tribunal spécial convoqué pour juger le philosophe Jean Italos en février 1082. Après avoir trouvé ce dernier coupable d’enseigner de façon non orthodoxe, il le référa devant un tribunal ecclésiastique,,.
En 1087, les raids petchenègues dans les Balkans forceront à de nouvelles campagnes militaires et, une fois de plus, on dut confisquer des biens ecclésiastiques. Selon Jean l’Oxite, patriarche melkite d'Antioche de 1089 à 1100, certains moines récalcitrants qui tentaient de cacher de précieux vaisseaux sacrés furent fouettés et emprisonnés; à nouveau Léon de Chalcédoine dénonça ces mesures. Chargé encore une fois des affaires courantes pendant l’absence de l’empereur, Isaac à la fin de 1087 exila celui-ci à Sozopolis ou Mesembria sur la côte de la mer Baltique. 
En 1092/1094, son fils, Jean Comnène, récemment nommé doux de Dyrachium, fut accusé par l’archevêque Théophylacte d’Ohrid de comploter contre Alexis. Un procès se tint à Philippopolis où se trouvait l’empereur; Isaac s’y rendit en hâte. Selon Anne Comnène qui relate en détail la conduite du procès, Isaac lui-même n’était pas pleinement convaincu de l’innocence de son fils et adopta une attitude réservée jusqu’à ce qu’il se rende compte que l’empereur n’entendait pas pousser les choses trop loin. Il intervint alors vigoureusement en faveur de son fils, et se querella même avec  son autre frère, Adrien, qui avait révélé le complot à l’empereur, accusant celui-ci de calomnie,,,.
Pendant ce temps, l’affaire de Léon de Chalcédoine était revenue à la surface. Nicolas d’Andrinople, neveu de Léon, écrivit qu’Isaac faisait de ceux qui s’opposaient à ces confiscations des « adorateurs de la matière » (ὑλολάτραι), alléguant qu’ils accordaient aux précieuses décorations recouvrant les icônes la même vénération qu’aux saints qu’elles représentaient. Léon de Chalcédoine répondit à son neveu dans une longue défense théologique de sa position qui causa de grands remous. Pour se défendre des critiques de Léon, Isaac se mit en frais de produire une compilation exhaustive des textes patristiques et synodaux allant à l’encontre des arguments de Léon. Il en résulta, à la fin de 1094, un concile réuni aux Blachernes par l’empereur et où Isaac prit place comme juge aux côtés des patriarches de Constantinople et de Jérusalem, Nicolas Grammatikos et Syméon II. Au terme du procès, Léon reconnut ses erreurs et fut réinstallé dans son poste; pour employer les mots de l’historien Konstantinos Varzos, ce fut « un triomphe théologique aussi bien que politique » pour Isaac,.
Un peu plus tard, alors que les menaces contre l’empire s’étaient résorbées et que la situation intérieure s’améliorait, les tentatives de chefs provinciaux en Crète et à Chypre pour se rendre indépendants ayant été réprimées, Isaac se trouva indirectement impliqué dans l’affaire du stratège du thème de Chaldia, Théodore Grabas, qui avait fait de Trébizonde le siège d’une principauté autonome.  Pour éviter une rébellion ouverte, Alexis nomma Théodore doux de Trébizonde, mais celui-ci dut  alors laisser son fils aîné Grégoire à la cour avec le sébastocrator Isaac Comnène, dont la fille était promise à Grégoire. Peu après la mort de sa première femme, Théodore se maria de nouveau en 1091 avec une femme noble venant d’Alanie et cousine de la femme d'Isaac Comnène. Dès que cette union fut  connue, le mariage prévu entre Grégoire et la fille d'Isaac Comnène fut annulé, car ils devenaient des parents trop proches pour être unis, selon les lois civiles et ecclésiastiques. Redoutant une nouvelle  révolte, Alexis garda Grégoire à la cour comme otage. Lors d’un nouveau voyage à la cour en 1091, Théodore pria Alexis de lui remettre son fils, ce que l’empereur refusa de faire. Avant de retourner à son poste, Théodore après un diner chez Isaac avec qui il était désormais parent du fait de son deuxième mariage tenta de faire évader son fils, mais sans succès. Grégoire tentera par la suite de s'évader à nouveau mais il sera démasqué et emprisonné à Philippopolis,.
Entre 1097 et 1104, Isaac jouera encore un rôle important dans la découverte d’un complot impliquant les quatre frères Anemas, une famille aristocratique byzantine, auquel participèrent plusieurs officiers militaires de haut rang ainsi que divers hauts fonctionnaires. Isaac fut celui qui persuada le sénateur Solomon de révéler les détails du complot ainsi que le nom des participants,. Peu après, il eut à conduire les enquêtes menées contre Basile le Médecin, leader  de la secte des Bogomils,,.

## Fin de sa vie
Vers la fin de sa vie, Isaac se fit moine et prit le nom de Jean. Il mourut « une année et quelques mois » après sa mère, entre 1102 et 1104. Sa femme entra également dans un couvent où elle prit le nom de Xene (Irène). Elle décéda environ une année après elle. Après cela, l’empereur Alexis prit ses enfants sous sa protection et les maria avec des partis importants de l’aristocratie byzantine,.
À Constantinople, Isaac disposait de son propre palais près du port Julien, reconstruction possible de l’ancien palais de Justin II et de Sophie ainsi que d’importantes propriétés dans la région de Thessalonique. 
L’Église orthodoxe commémore Isaac dans le Synodikon orthodoxe qui est lu lors du dimanche de l’Orthodoxie, premier dimanche du Grand Carême.

## Famille
Isaac Comnène est marié avec une princesse géorgienne du nom d'Irène, cousine de l'impératrice Marie d'Alanie. Avec elle, il a sept enfants, :
- Jean Comnène, protosébaste et gouverneur (doux) de Dyrrachium de 1092 à après 1105/1106 ;
- Alexis Comnène, pansébaste et doux de Dyrrachium après 1105/1106 ;
- Constantin Comnène, pansébaste et doux de Béroia avant de devenir megas droungarios ;
- Adrien Comnène devient moine puis archevêque de Bulgarie sous le nom de Jean IV ;
- Sophia Comnène se marie avec Nicéphore Dokéianos ;
- Eudocie Comnène se marie avec Nicéphore Botaniatès ;
- Deux filles dont les noms sont inconnus. L'une d'elles est fiancée avec Grégoire Gabras, et l'autre avec un fils de Constantin Doukas, lui-même fils d'Andronic Doukas.

### Sources primaires
- Michel Attaleiatès (trad. Anthony Kaldellis et Dimitris Krallis), The History, Cambridge, Harvard University Press, 2012  (ISBN 978-0-674-05799-9).

- Nicephore Bryenne. “ Histoire” Traduit par Paul Gautier. Corpus Fontium Historiae Byzantinae, Vol. IX. Brussels , 1975, 87 & passim.

- Anne Comnène. Alexiade. Paris, Les Belles Lettres, 2006  (ISBN 978-2-251-32219-3).

- Jean Skylitzès, Empereurs de Constantinople, texte traduit par Bernard Flusin et annoté par Jean-Claude Cheynet, éditions P. Lethiellieux, 2003  (ISBN 2-283-60459-1).

- Jean Zonaras. Histoire des Romains, Create Space, 2015. 18, 16–24  (ISBN 978-1-511-69256-4).

### Sources secondaires
- (fr) Bréhier, Louis. Vie et mort de Byzance. Pais, Albin Michel, 1969 [1946].

- (fr) Gautier, Paul . "Le synode des Blachernes (fin 1094). Étude prosopographique" [The Synod of Blachernae (end of 1094). A Prosopographical Study.]. Revue des études byzantines, 1971. 29: pp. 213–284.

- (en) Kazhdan, Alexander, ed.  The Oxford Dictionary of Byzantium. Oxford and New York, Oxford University Press, 1991  (ISBN 0-19-504652-8).

- (en) Kaldellis, Anthony. Streams of Gold, Rivers of Blood, The Rise and Fall of Byzantium 955 A.D. to the First Crusade. Oxford, Oxford University Press, 2017  (ISBN 978-0-19-025322-6).

- (fr) Malamut, Élisabeth. Alexis Ier Comnène, Paris, Ellipses, 2007  (ISBN 978-272-983-310-7).

- (fr) Ostrogorsky, Georges. Histoire de l’Empire byzantin. Paris, Fayot, 1977 [1956]  (ISBN 2-228-07061-0).

- (fr) Papachryssanthou, Denise Uranie . « La Date de la mort du sébastocrator Isaac Comnène et de quelques événements contemporains », Revue des études byzantines, vol. 21, 1963, pp. 250-255.

- (fr) Skoulatos, Basile. Les personnages byzantins de l'Alexiade: Analyse prosopographique et synthèse. Louvain-la-Neuve, Nauwelaerts, 1980.

- (en) Stephenson, Paul. Byzantium′s Balkan Frontier. A Political Study of the Northern Balkans 900–1204. Cambridge University Press, Cambridge 2000, pp. 151-152 (ISBN 0-521-77017-3), S. 151–152.

- (he) Varzos, Konstantinos . Η Γενεαλογία των Κομνηνών [The Genealogy of the Komnenoi] (PDF) . A. Thessaloniki, Centre for Byzantine Studies, University of Thessaloniki, 1984. OCLC 834784634.